# 薬丸兼吉
薬丸兼吉（やくまる けんきち、明治16年（1883年） - 昭和36年（1961年）4月4日）は、戦前の剣術家であり、第十二代薬丸自顕流宗家。

## 経歴
薬丸自顕流を父薬丸兼文より継承する。大正時代初期より、林業技師として、金沢その他の地に奉職した。昭和十年代以降、鹿児島で薬丸自顕流の普及に尽力した。息子二人のうち、長男薬丸兼教は沖縄戦で戦死し、次男は堀家の養子となっていたため、「薬丸自顕流宗家は自分の代までで終わりにしたい」と話していたという。戦前は、皇紀二六〇〇年（昭和十五年）に京都武徳殿で開催された大日本武徳会の古武道大会に出場し、後に薬丸自顕流の普及に尽力することとなる奥田真夫とともに演武を披露した。兼吉の死後、由緒ある薬丸家文書は、長女の夫である樋之口一夫方に保管されていたが、現在は樋之口家の意志によって、鹿児島県歴史資料センター黎明館に寄託されている。なお、現在の薬丸自顕流顕彰会の中で宗家と言われている薬丸兼秀（薬丸康夫）は、兼吉の弟薬丸幸吉の孫にあたる。
墓は興国寺墓地にある。